# Сэвидж, Адам
Адам Уитни Сэвидж (англ. Adam Whitney Savage; родился 15 июля 1967 года) — американский специалист по спецэффектам, актёр, ведущий и сопродюсер телепередачи «Разрушители легенд» (англ. MythBusters).

## Детство
Родился в Нью-Йорке; вырос в округе Уэстчестер штата Нью-Йорк. Сын художника, аниматора и режиссёра, Адам был ребёнком-актёром: озвучивал персонажей, которых его отец создавал для «Улицы Сезам». Он играл мальчика на побегушках в магазине мистера Уиппла в рекламе туалетной бумаги «Чармин», а также играл тонущего мальчика, спасённого на водах, из клипа Билли Джоэла You’re Only Human 1985 года.

## Деятельность
Адам начал делать свои собственные игрушки с тех пор, как смог держать ножницы. В своё время он работал киномехаником, мультипликатором, графическим дизайнером, плотником, разработчиком игрушек, сварщиком, ландшафтным дизайнером. В работе он использовал множество различных материалов, таких, как металл, бумага, стекло, пластмасса, резина, пена, работал с гидравликой, с неоном, и т. д.
С 1993 года Адам сконцентрировался на индустрии спецэффектов. Он работал над такими фильмами, как:
- Звёздные войны. Эпизод I: Скрытая угроза,
- Звёздные войны. Эпизод II: Атака клонов,
- Терминатор 3: Восстание машин,
- Матрица: Перезагрузка,
- Матрица: Революция.

Также вместе со своим напарником, Джейми Хайнеманом, они сыграли эпизодические роли в фильмах «Премия Дарвина» и «C.S.I.: Место преступления».
Адам преподаёт передовое моделирование в Академии искусств Сан-Франциско. Он также находит время, чтобы реализовывать себя в творчестве. Более 50 выставок в Сан-Франциско, Нью-Йорке и других городах США включали его произведения.
Ведет шоу на YouTube — Tested, в этом проекте также принимает участие Симона Ерч.

### Разрушители легенд
Вёл передачу «Разрушители легенд» вместе с Джейми Хайнеманом. В передаче, где они с Хайнеманом фактически составляют комический дуэт, играет роль несколько забавного, отличающегося ребяческим поведением человека, часто делающего сомнительные вещи ради смеха (впрочем, в профессионализме Адама как инженера и конструктора сомневаться не приходится). Его высказывание «Я отрицаю вашу реальность и заменю её своей» (англ. I reject your reality and substitute my own!) демонстрировалось в начале ранних выпусков «Разрушителей легенд». Источником фразы является фильм «Властитель подземелий» (англ. The Dungeonmaster), а впервые употребил её Сэвидж, будучи уличённым в неверной оценке вероятных результатов проверки мифа «Задняя ось» (он значительно недооценил вероятность того, что при проверке произошло в действительности, и пытался позже переиначить свою оценку, приблизив её к фактическим результатам испытаний, но команда операторов уличила его в подтасовке). В более поздних выпусках телепередачи носит футболку с вышеупомянутой фразой. Также часто надевает футболку с надписью «Все трюки я выполняю сам» (англ. I do all my own stunts). Иногда появляется в фетровой шляпе. Часто Адам демонстрирует в передаче нехитрые фокусы вроде жонглирования различными предметами или прицельного метания игральных карт. Так же Адам снял один сезон телешоу Разрушители легенд «Дети» из 10 серий, который вышел на телеэкраны 2 января 2019 года. В нём принимают участие молодые таланты в научном мире. И полгода спустя, Сэвидж выпускает в свет свою авторскую развлекательную передачу «Дикие эксперименты Адама Сэвиджа».
В интервью, данном на пятом ежегодном семинаре «Удивительная встреча», Сэвидж заявил, что в настоящее время увлечён идеей проведения проверки естественного отбора (в противовес креационизму) в «Разрушителях легенд»:

Моя цель в этом году — проверка естественного отбора в телепередаче. Это займёт определённое время, и будет довольно трудно сделать из такой проверки увлекательный выпуск передачи, учитывая нашу повествовательную манеру, но, полагаю, я справлюсь. Для нас нет границ — займёмся естественным отбором! Я устал от того, что 50 % населения этой страны считает креационизм разумным и приемлемым. Это ужасно. У меня, возможно, появился уникальный шанс продать эту идею Дискавери, и они должны, они могли бы позволить мне проделать это, и я бы приложил все свои силы к проведению такой проверки.
Оригинальный текст (англ.)My goal this year is to prove natural selection on the show. It's gonna take a while, it's gonna be very hard to make it fascinating on film in the context of our narrative structure, but I figure screw it. The sky's the limit. Let's do natural selection. I'm sick of fifty percent of this country thinking creationism is reasonable. It's appalling. And I have the unique ability, maybe, to sell this idea to Discovery, and they'll, they might allow me to do it, and I'm gonna try as hard as I can.

## Увлечения
Сэвидж является поклонником фильма «Бегущий по лезвию», пересматривает его каждые 18 месяцев. Владеет коллекцией реплик бластера, которым в фильме орудовал Рик Декард, и мечтает сделать его полнофункциональный вариант.
В одном из короткометражных фильмов-приквелов, показывающих события перед новым фильмом Дэни Вильнева Бегущий по лезвию 2049, который называется «Некуда бежать» (2048: Nowhere to Run, главную роль в нём сыграл Батиста, Дэйв), Адам сыграл маленькую роль посетителя в лавке торговца био-материалами — он стоит за плечом героя Дэйва Батисты и осматривает пакеты с кровью для капельницы.

## Личная жизнь
В настоящее время проживает в Сан-Франциско с женой Джулией и двумя сыновьями-близнецами.

## Интересные факты
Во время проведения одного мифа у него сгорела бровь и частично сгорели волосы.
Также обжёг ноги в мифе «ходьба по раскалённым углям».
Поранил нижнюю губу, прислонив её, ради забавы, к включённому мотору пылесоса. Повредил нос на шоу "Дикие эксперименты Адама Сэвиджа" про битвы на пост-апокалиптических машинах.